# Emilio Mirete Morante
Emilio Mirete Morante (Rafal (provincia de Alicante), 1905-Rafal, 29 de abril de 1977) fue el 13.º alcalde de Rafal desde 1941 hasta 1949, siendo el 4.º alcalde de la era franquista. Fue partícipe del intento de liberación de José Antonio Primo de Rivera en julio de 1936 cuando estaba preso en Alicante. Fue de los pocos que logró escapar y salvar la vida.

## Su juventud
Emilio Mirete Morante nació dentro de una familia acomodada, ya que poseían tierras en el municipio. Durante su juventud fue simpatizante de Falange Española desde su fundación en 1933.
Tras el estallido de la guerra civil española participó junto a otros falangistas en el intento de liberación de José Antonio Primo de Rivera, que se encontraba preso en la cárcel de Alicante. El ejército de guarnición estaba formado por alrededor de un centenar de falangistas procedentes de Rafal, Callosa de Segura y de El Mudamiento.
Parte de la guarnición partió desde Rafal (La Torreta) el 19 de julio de 1936 en un camión conducido por el rafaleño Antonio Grau García y armados con escopetas de caza. A las afueras de Alicante se reunieron. Ya reagrupados, retomaron la marcha. Apenas dos kilómetros antes de llegar a Alicante, a la altura del paraje de Los Doce Puentes, tuvieron un enfrentamiento con la Guardia de Asalto que salieron a su encuentro.
En el tiroteo que se desató murieron alrededor de cuarenta personas entre falangistas y guardias de asalto. Como consecuencia fueron 52 los falangistas detenidos y encarcelados en el Reformatorio de Adultos de Alicante. Sólo fueron diez los que lograron escapar al tiroteo. De estos diez, ocho ingresaron posteriormente en prisión y pasaron entre rejas los años que duró la guerra, debido a que fueron identificados tras las confesiones de los detenidos y buscados por las autoridades republicanas. Los 52 detenidos iniciales fueron fusilados en Alicante el 12 de septiembre de 1936.
Emilio Mirete Morante y su paisano Antonio Grau Morante fueron los únicos que lograron escapar del tiroteo y evadir la prisión, por lo que nunca estuvieron presos. Permanecieron ocultos en distintos lugares durante el tiempo que duró la guerra.

## Alcaldía
Desde la finalización de la guerra civil española, habían sido tres los alcaldes franquistas que habían ostentado el cargo de alcalde en apenas dos años. El nombramiento de Emilio Mirete supuso una estabilidad para el consistorio municipal. En esta época comenzaron a recobrar importancia los concejales a la hora de asumir concejalías.
Fue nombrado alcalde de Rafal por el gobernador de Alicante en 1941, en sustitución de Antonio Martínez Morales. Tras su nombramiento nombró concejal a su cuñado José Vázquez García, quien posteriormente también llegaría a la alcaldía.
Durante su mandato se realizó en Rafal la primera instalación de alumbrado público sobre las principales calles del municipio. Esta rudimentaria instalación consistía en una lámpara incandescente de 25 vatios que colgaba de la punta de un pequeño listón de madera  clavado horizontalmente por un extremo a la pared de turno a modo de farola. El nivel de luminosidad era bajísimo debido a la poca intensidad lumínica de las lámparas sumado a la gran equidistancia que separaba a un punto de luz de otro.
También durante su época como alcalde se construyeron las primeras aceras en las calles del municipio y realizó el primer pavimentado de La Parrala (actual Plaza de la Constitución), cuyo suelo era de tierra.
En 1949, tras ocho años en la alcaldía, el gobernador de Alicante consideró que era el momento de sustituirlo. Emilio intentó imponer a su cuñado José Vázquez García como sucesor suyo pero el gobernador se negó y le ofreció el cargo a Antonio Mazón. En un principio, este se negó a asumir la alcaldía, pero finalmente aceptó el cargo y sucedió como alcalde en 1949.
| Predecesor: Antonio Martínez Morales | Alcalde de Rafal 1941-1949 | Sucesor: Antonio Mazón Seva |

- Datos: Q5831225